# Les Géorgiennes

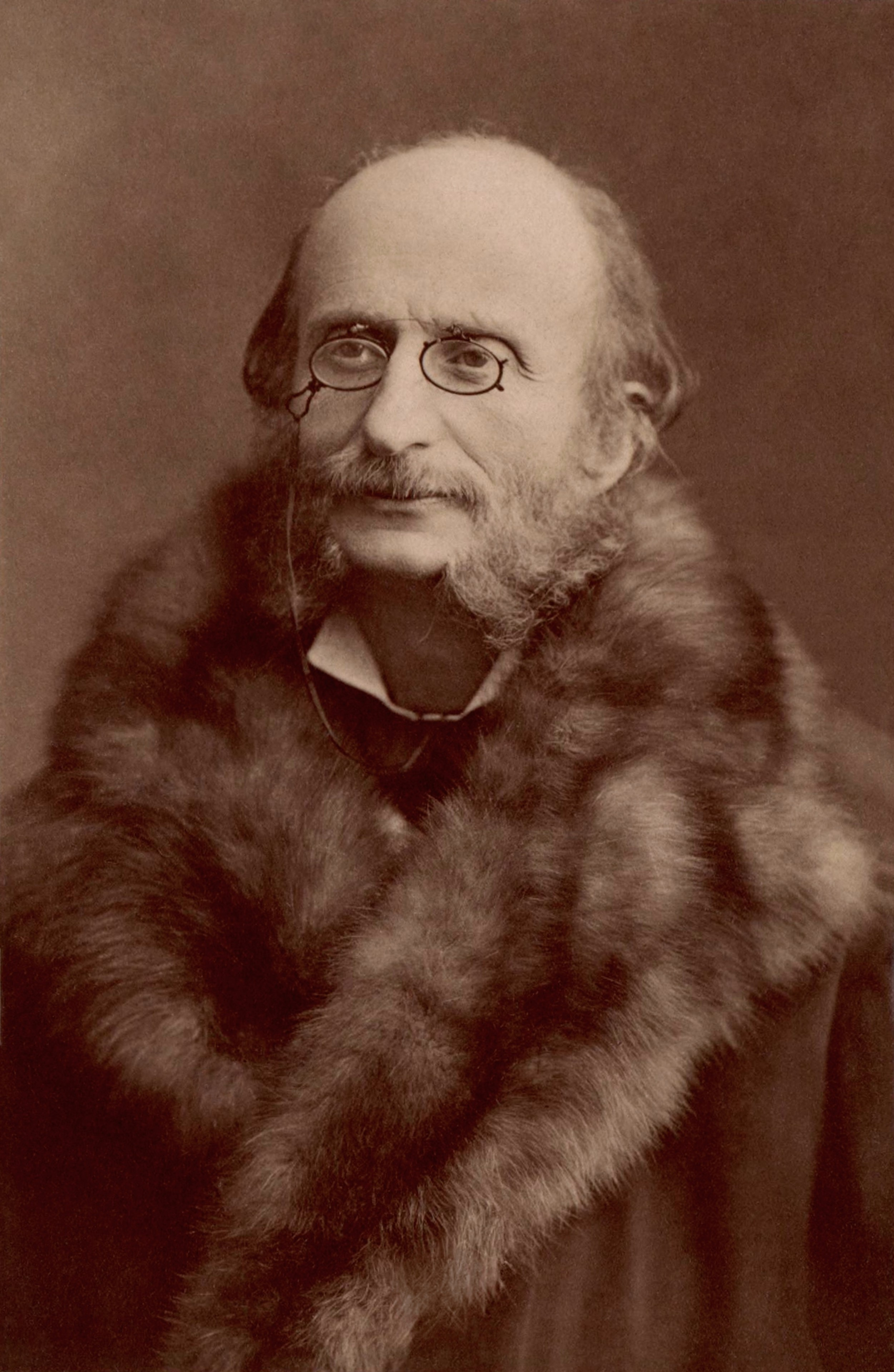
Jacques Offenbach

Les Géorgiennes är en opéra bouffe i tre akter med musik av Jacques Offenbach och libretto av Jules Moinaux, som hade premiär på Théâtre des Variétés den 16 mars 1864.

## Historia
Operetten markerade slutet på samarbetet mellan Moinaux och Offenbach.
Verket ansågs förlorat men år 2019 framförde Le Groupe Lyrique stycket utifrån originalmanuskriptet vid en föreställning med Bernard Thomas Orchestra i december 2019 vid Auditorium Saint-Germain i Paris.

## Mottagande
Les Géorgiennes mottogs med succé efter premiären.
I augusti 1867 rapporterade La Revue et gazette musicale om ett utmärkt mottagande för operetten i Tyskland, särskilt i Breslau.
1874 berättade "en herre i orkestern" i Le Figaro att Les Géorgiennes framförts hundra gånger i New York:
"Och angående elefanten berättade en vän till mig, som har bott i Amerika länge, vad som hände i New York under en av föreställningarna. New York-teatern hade lånat en elefant från Central Park, stadens djurpark, för att visas upp i operetten. Det var en vackert utklädd elefant som tycktes uppleva äkta lycka när han uppträdde på scenen. Musiken charmade honom, glansen av kostymerna som omgav honom gjorde honom extatisk av glädje och när Mlle Aimée klättrade in i den lilla pagoden som han bar på ryggen, utförde det intelligenta djuret med sitt bagage piruetter och cirklar, vilket återspeglade hans tillfredsställelse, medan hans små svarta ögon blinkade av glädje.".

## Personer
| Roller             | Röststämma | Premiärbesättning vid premiären 16 mars 1864 (Dirigent: Jacques Offenbach) |
| ------------------ | ---------- | -------------------------------------------------------------------------- |
| Rhododendron-Pacha | Baryton    | Pradeau                                                                    |
| Jol-Hiddin         | Tenor      | Désiré                                                                     |
| Boboli             | Tenor      | Léonce                                                                     |
| Poterno            | Tenor      | Édouard George                                                             |
| Cocobo             | Bas        | Duvernoy                                                                   |
| Féroza             | Sopran     | Ugalde                                                                     |
| Nani               | Sopran     | Zulma Bouffar                                                              |
| Alita              |            | Taffanel                                                                   |
| Zaida              |            | Simon                                                                      |
| Meleva             |            | Léonti                                                                     |
| Mélano             |            | Deferté                                                                    |
| Mirza              |            | Dallonde                                                                   |
| Un tambour         |            | Ida Lange                                                                  |
| Autre tambour      |            | Mathilde                                                                   |
| Un trompette       |            | Debar                                                                      |
| Autre trompette    |            | Hortence                                                                   |

## Handling
Pasha Rhododendron belägrar staden Djégani i Georgien, med sina trettiotvå slavar och deras trettiotvå elefanter. Istället för att slåss mot angriparna förklarade stadens män sig sjuka. Upprörda bestämmer kvinnorna sig för att ta makten under ledning av Férosa med hjälp av Nani och Zaida. Rhododendron lyckas ändå smyga sig in hos dem med hjälp av en övergiven trummajor. Han blir dock upptäckt och döms att bli skjuten. Men han lyckas fly från staden med Djéganis män, som hade tagit sin tillflykt till sjukhuset. De lyckas återta staden efter att ha återvänt dit under förklädnad. Kvinnorna kommer så småningom att återföra makten till Djéganis män när de vänder sig mot Pasha Rhododendron.